# II wojna samnicka
II wojna samnicka – konflikt zbrojny, toczony w latach 326–304 r. p.n.e. między Republiką rzymską a Samnitami.

## Przyczyny wojny
Po zakończeniu pierwszego konfliktu Rzymianie, zdając sobie sprawę z nieuchronności potencjalnego starcia postanowili wykorzystać toczone przez Samnitów na Południu potyczki, aby uzyskać przewagę w nadchodzących walkach. W tym celu podjęli ofensywną taktykę, oblegając jedno z większych miast w Kampanii – Neapol, w 326 r. Wobec tych wydarzeń wysłana została z Neapolu do Samnitów prośba o pomoc w walce z Rzymem. Niebawem jednak w obliczu rychłego upadku miasta, Neapolitańczycy sprzymierzyli się z Republiką i stanęli po stronie rzymskiej w nadchodzącym starciu.

## Przebieg wydarzeń
Pierwsza faza wojny była bardzo niepomyślna dla Rzymian. Ponieśli oni ciężką klęskę na terenie Samnium. W roku 321 p.n.e. wojska rzymskie zostały zamknięte przez Samnitów w Wąwozie Kaudyńskim (koło Caudium) i aby uniknąć całkowitej zagłady musiały się poddać. Rzymianie wydali Samnitom 600 zakładników, a wojsko rzymskie zostało pozbawione broni i zmuszone do przejścia pod jarzmem, co było uważane za wielką hańbę. W tej sytuacji Rzym zawarł niekorzystny dla siebie pokój z Samnitami, który historiografia rzymska starała się zatuszować lub przemilczeć. Działania wojenne wznowiono w roku 316. Przygotowaniem do nich była penetracja Rzymian na terenie Apulii, gdzie zawarli szereg sojuszy wojskowych – co umożliwiło im zaatakowanie Samnitów od południa. Samnici, rozdrażnieni tymi posunięciami Rzymian, zerwali pokój i wkroczyli do Lacjum. W roku 315 pod Lautulae zagrodziło im drogę pośpiesznie zebrane wojsko rzymskie pod wodzą dyktatora Kwintusa Fabiusza Rullianusa, które poniosło ciężką klęskę. W następnych latach sytuacja zmieniła się jednak na korzyść Rzymian, zmienili oni taktykę, zreorganizowali armię tworząc na wzór samnicki. Były to niewielkie, a szybko poruszające się oddziały, uzbrojone w krótkie miecze i oszczepy. Granicę od strony Lacjum zaczęli ponadto ubezpieczać zakładając tam liczne kolonie na prawie latyńskim. Dla celów strategicznych zaczęto w 312 r. budowę wielkiej bitej drogi, wiodącej z Rzymu do Kapui. Droga ta uzyskała miano Via Appia od i mienia jej założyciela, cenzora Appiusza Klaudiusza. Kiedy zawiodły próby wyparcia Rzymian z Apulii, Samnici zdołali polepszyć swoją sytuację zawiązując sojusz z Etruskami. W tej trzeciej fazie wojny Etruskowie zostali jednak dość szybko wyeliminowani z walki dzięki zwycięstwom armii rzymskiej pod wodzą Kw. Fabiusza Rullianusa. Zdani na własne siły Samnici znaleźli się w defensywie, w 308 r. Rzymianie zajęli Nucerię w południowej Kampanii rozciągając w ten sposób władzę rzymską na całą Kampanię. Samnici zostali ostatecznie zmuszeni do zawarcia niekorzystnego dla nich pokoju w roku 304. Usadowienie się bowiem Rzymian w całej Kampanii i Apulii odcinało Samnitów od morza. Wkrótce potem Rzymianie zabezpieczyli się od północy pobijając Ekwów i zawierając sojusz z Marsami, Pelignami, Marrucynami i Frentanami. W ten sposób odcięli terytorialnie Samnitów od Etrusków.

## Skutki
W wyniku II wojny samnickiej Rzym stał się pierwszą potęgą w Italii, jego własne terytorium liczyło około 8000 km², a panując dzięki systemowi sojuszy w całej środkowej Italii posiadali Rzymianie władzę nad obszarem ok. 28 000 km². W trwającym ponad 20 lat konflikcie Rzymianie mieli do czynienia z przeciwnikiem świetnie uzbrojonym i górującym w zakresie taktyki. Wiele z tych samnickich umiejętności wojskowych zostało przejętych przez zwycięzców, co w zdecydowany sposób przyczyniło się do rozwoju potęgi militarnej Republiki oraz ostatecznego zwycięstwa Rzymu.